# París-Roubaix 1950
La 48.ª edición de la París-Roubaix tuvo lugar el 9 de abril de 1950 y fue ganada por el italiano Fausto Coppi. 

## Clasificación final
| Posición | Ciclista         | Equipo             | Tiempo     |
| -------- | ---------------- | ------------------ | ---------- |
| 1        | Fausto Coppi     | Bianchi-Ursus      | 6h 18' 48" |
| 2        | Maurice Diot     | Mercier-Hutchinson | + 2' 45"   |
| 3        | Fiorenzo Magni   | Wilier-Triestina   | + 5' 24"   |
| 4        | Charles Coste    | Peugeot            | m. t.      |
| 5        | Gino Sciardis    | Mercier-Hutchinson | + 7' 07"   |
| 6        | Pierre Molinéris | Bottecchia         | + 7' 40"   |
| 7        | André Declerck   | Bertin             | + 7' 54"   |
| 8        | Georges Meunier  | -                  | m. t.      |
| 9        | Georges Claes    | Garin-Wolber       | m. t.      |
| 10       | Marcel Kint      | Mercier-Hutchinson | m. t.      |